# 佐藤利奈
佐藤利奈（日语：／ Satō Rina，1981年5月2日—）是日本女性聲優、歌手，福岡縣北九州市出身，隸屬於東京俳優生活協同組合。有一個弟弟。

## 概要
- 7歲時搬到廣島縣安佐北區居住，被佐藤視為第二故鄉。14歳時再度遷居到愛媛縣松山市，直到高中畢業為止。自己上京後，父母搬到山口縣居住。返鄉時都搭乘星快車飛往新北九州機場的班機。
- 俳協Voice Work Studio第19期學生（2002年）。
- 音域非常廣，不管是少年、少女、女性，各種角色都能夠演繹。
- 在廣播節目裡，不管是進行節目、自由、吐槽、裝傻，都能夠自由對應。
- 常常在參與作品中演唱主題曲。
- 2022年1月27日，確診感染2019年新冠肺炎[6]。2月8日，在Twitter上表示已痊愈并已回归活动[7]。

## 人物
- 從小五開始就以成為聲優為夢想。為此，高中升學時說了讓老師困擾的話。
- 自來到東京以來都是一個人生活，卻幾乎不做家事，但是弟弟或朋友造訪的時候會親自下廚料理。
- 與Hazuki、皆川純子、佐久間未帆、石毛佐和組成了「《魔法老師》俳協隊」。
- 與生天目仁美、廣橋涼、下屋則子組成了KAT-TUN會（生天目軍團）。佐藤和粉絲都認為「KAT-TUN會的領導人是生天目」，不過被生天目本人否認[8]。
- 在井上喜久子勸誘下，信奉「17歲教」；但正確來說，應稱為「17歲教預備軍」。
- 理想的對象是不會束縛自己的人，而自己也不會去束縛對方，只要兩個禮拜到一個月內見一次面就夠了[9]。
- 理想的家庭是，和老公住在不同房子裡當鄰居，吃飯的時候是一起的，但是睡覺時則在不同間[10]。
- 28歲的抱負是「想結婚」，不過之後說了「找不到合適的對象」表示要實現的困難。
- 2014年獲得第8屆聲優獎－主演女聲優賞。
- 2016年12月31日，於Blog報告自己已結婚生子[11]

## 特徵
- 討厭咖哩（尤其是加了孜然芹和八角茴香的咖哩），理想的男性是「不吃咖哩的人」。對於學校營養午餐裡咖哩的人氣，表示「大家都被騙了」。近年逐漸克服中。
- 喜歡看外國恐怖片和推理小說，對於怪談一點也不害怕。
- 從2007年開始，對穿著和服有了興趣[12]。
- 小學六年級和國中時都參加了學生會。小學時參加了管樂社（樂器是低音號），國中時加入手球社[13]。
- 高中時參加弓道社。也學過1年的空手道（白帶）。
- 特技是書道（毛笔和硬笔书法初段）和弓道（三級）[14]。
- 自稱「搬家魔人」。2009年1月為止，上東京以來已經搬家過6次。接近最初的契約更新時，說過「不能搬家真糟糕」[15]。
- 第一人稱喜歡用「佐藤」。愛稱是、等。有時候也被稱呼為。本人對此表示「不過才省略『う』這個音嘛」，不過並沒有表現出討厭的樣子。
- 喜歡從輕鬆小熊（Rilakkuma）而來的愛稱「りなっくま（利奈熊）」，被大石孝次說「你乾脆叫做『サトウクマ（佐藤熊）』好了」[16]。
- 在CD發售活動裡，稱呼粉絲們為「佐藤家的人」。
- 被間島淳司說「不會聽別人說的話呢」，而稍受打擊[17]。
- 《超A&G+年越しスペシャル 4時間生でモゥ大変！2009》裡，被取了比岩田光央更「變態」的稱號，在節目中想要拒絕稱號，最後卻自己接受了。
- 《南家三姊妹 歡迎回來》的VTR中，把標題說成《南家三姊妹 我回來了》。
- 曾經因為手指上的戒指拔不下來，而在晚上11點到消防局尋求協助[18]。
- 長時間正襟危坐也沒問題[19]。

## 參與作品
主要角色以粗體表示

### 電視動畫
2003年
- 犬夜叉（娘）※第97話
- Divergence Eve（プリム・スノーライト）
- Popotan（店員2）

2004年
- 詩∽片（看護師）※第8話
- 瑪莉亞的凝望（武嶋蔦子）
- 瑪莉亞的凝望～春～（武嶋蔦子）
- みさきクロニクル～Divergence Eve～（プリム・スノーライト）

2005年
- 極上生徒會（伊丹由紀美）
- 地獄少女（春日由香）(第9話)
- 初音島（むねぴー）
- ToHeart2（草壁優季）
- 蜂蜜幸運草（女學生B）
- 不可思議星球的雙胞胎公主（ミーア、蘇菲）
- 怪俠索羅利（ウマキ）
- 魔法老師（涅吉·史普林菲爾德）
- 蟲師（阿庵）
- LOVELESS（女高中生）

2006年
- 女生愛女生（龜山夏子）
- 星際海盜（フェブラリー）
- サルゲッチュ ～オンエアー～（チャル）
- サルゲッチュ 〜オンエアー2nd〜（チャル）
- 校園迷糊大王二學期（一條康介、白衣少女）
- ZEGAPAIN（ミズサワ）
- 戰吼（フルード）
- 親愛芳鄰（神樂勇治（少年時代）、獅堂ありさ）
- 魔法老師!?（涅吉·史普林菲爾德） - 提供第一話標題題字和插畫
- 幕末機關說（遊山赫乃丈）
- 備長炭（煉炭）
- 不可思議星球的雙胞胎公主Gyu!（キュキュ、蘇菲）
- 蜂蜜幸運草Ⅱ（女學生A）

2007年
- 京四郎與永遠的空（こずえ、ミカの愛人、小時候的京四郎）
- 機神大戰（神代真名）
- 鋼鐵三國誌（劉備玄德）
- 神曲奏界（尤吉莉·普利妮希卡）
- 天元突破 紅蓮螺巖（奇揚）
- 旋風管家（牧村志織、小8、警備メカ、オルムズト・ナジャ、東宮康太郎、警備ロボ、ミニ四執事）
- BAMBOO BLADE（東聰莉）
- 英雄時代（普洛梅·歐）
- 南家三姊妹（南春香）
- 棒球大聯盟第三季（立石）
- 暗夜魔法使（赤羽紅羽）
- 王牌投手 振臂高揮（主持的女學生、場内廣播、宮下涼音）
- 祝！（Happy☆Lucky）聖魔大戰（守精プー）

2008年
- H2O -FOOTPRINTS IN THE SAND-（老師）
- 南家三姊妹～再來一碗～（南春香）
- 狂亂家族日記（亂崎月香）
- 無限之住人（淺野凜）
- 光速大冒險PIPOPA（秋川勇太）
- 乃木坂春香的秘密（天宮椎菜、女僕）
- 魔法禁書目錄（御坂美琴）
- 魔法學園MA（霧島雙葉）
- 楚楚可憐超能少女組（野分瑩、東野將、金子蘭子）
- 純情羅曼史（宇佐見秋彥（少年））
- 超能少女（伊藤冴子）
- 二十面相少女（小糸春華）
- 交響情人夢 巴黎篇（盧卡斯‧波特里）
- 藍龍 天界的七龍（プリムラ）
- 神奇寶貝鑽石&珍珠（ナツ）
- 小雙俠（第2作）（黒芋ビュン）※第4話

2009年
- 瑪莉亞的凝望第四季（武嶋蔦子、2年櫻班櫻亭的學生）
- 明日的與一!（斑鳩伊吹）
- 旋风管家第二季（牧村志織、東宮康太郎、小8、珍妮娃娃、主婦、推銷員）
- 南家三姐妹～歡迎回家～（南春香）
- VIPER'S CREED（ケリー）
- 海貓鳴泣之時（右代宮緣壽、安琪·貝阿朵莉切）
- 黑神（山田理佐、美優紀）
- 神曲奏界crimson S（尤吉莉·普莉妮希卡）
- 續 夏目友人帳（多軌透）
- 發現、體驗、最喜歡！巧虎（旁白）※真人部分
- 戰鬥陀螺 鋼鐵奇兵（雙道暖、雙道冷）
- BLEACH（男孩子）※第315話
- 奇蹟列車～歡迎來到大江戶線～（みちの母）
- 貓願三角戀（望月千鶴）
- 科學超電磁砲（御坂美琴）
- 乃木坂春香的秘密 ぴゅあれっつぁ♪（天宮椎菜、椎乃）
- 戰鬥司書系列（尤莉‧哈姆羅）

2010年
- 交響情人夢 Finale（盧卡斯‧波特里）
- 嬌蠻貓娘大橫行（佐藤一美）
- 聖誕之吻SS（棚町薰）
- 魔法禁書目錄Ⅱ（御坂美琴）
- MM一族（葉山辰吉 / 志穗璃公主）
- 聖痕鍊金士（柊弓江）
- 哆啦A夢（山田、教練）

2011年
- 青之驅魔師（霧隱修羅）
- 亞斯塔蘿黛的後宮玩具（塔原直哉）
- 惡魔阿薩謝爾在召喚你（佐隈玲子）
- 夏目友人帳 参（多軌透）
- 蘿球社！（羽多野冬子）
- BLOOD-C（古物）
- 天才黃金腦～神之謎（千枝乃、盧克·盤城·克羅斯費德）
- 魔劍姬！（米涅娃·瑪莎）

2012年
- 要聽爸爸的話！（綠川佐和子）
- 夏目友人帳 肆（多軌透）
- 聖誕之吻SS+plus（棚町薰）
- BRAVE10（伊佐那海）
- 機動戰士GUNDAM AGE（納圖爾·艾娜斯）
- 無賴勇者的鬼畜美學（莉絲蒂·艾爾·達·謝爾菲）
- 猛烈宇宙海賊（傑妮·德里特爾）
- 天才黃金腦～神之謎 第二期（千枝乃）
- 織田信奈的野望（露易絲·弗洛伊斯）
- 戰國Collection（足利義輝）
- 御宅英文！小緞帶～用英語戰鬥的魔法少女～（ガーネット）

2013年
- 南家三姐妹 我回來了（南春香）
- 宇宙戰艦大和號2199（原田真琴）※2012年起于电影院先行上映
- 旋風管家！Cuties（牧村志織）
- 科學超電磁砲S（御坂美琴）
- 惡魔阿薩謝爾在召喚你 第2季（佐隈玲子）
- BROTHERS CONFLICT（朝日奈繪麻）
- 蘿球社！SS（羽多野冬子）
- 御宅英文！小緞帶 the TV（ガーネット）
- 神不在的星期天（哈娜[20]）
- 現視研 第二代（春日部咲）
- 超次元戰記 戰機少女（貝露／綠色之心）
- 激戰！彈珠人eS（光明寺燈〈混沌特工〉）
- 我要成為世界最強偶像（藤下香苗）
- 悠悠哉哉少女日和（加賀山楓）
- ONE PIECE（BABY5）

2014年
- BUDDY COMPLEX（艾維拉·希爾）
- 咲-Saki- 全國篇（臼澤塞）
- 農林（中澤士）
- 我們大家的河合莊（錦野麻弓）
- 極黑的布倫希爾德（村上良太〈小孩〉、美樹）
- M3〜其為黑鋼〜（波戶岩戶〈幼少〉、真木美芽衣）
- 笑傲曇天（牡丹）
- 天體的方式（小春的母親）
- 電波少女與錢仙大人（紅葉）
- 大圖書館的牧羊人（芹澤水結）
- （櫻井明音）

2015年
- 幸腹塗鴉（町子涼）
- 偶像大師 灰姑娘女孩（千川千尋）
- 魔术快斗1412（菲利普）
- 靈感少女（老奶奶）
- 銀魂°（百地亂破）
- 放學後的昴星團（昴琉的母親）
- 銀河騎士傳 第九行星戰役（田寬奴美）
- 六花的勇者（摩菈·切斯特[21]）
- 悠悠哉哉少女日和 Repeat（加賀山楓）
- 空戰魔導士培訓生的教官（索西耶·霍伊德提爾）
- 重裝武器（蓮蒂·法羅利特）

2016年
- 春太與千夏～春太與千夏共度青春～（千夏的母親）
- 少女們向荒野進發（大磯鯛子）
- GATE 奇幻自衛隊 在彼方的土地，如斯的戰鬥 第2期（諾拉）
- 美少女戰士Crystal Season III 死亡毀滅者篇（火野麗／水手火星）
- HUNDRED百武裝戰記（舒芙蕾·克里亞雷爾）
- 制約之絆（牧穗乃香）
- 熱情傳奇 The X（薇爾貝特·克拉弗）
- 月歌。THE ANIMATION（照瀨結乃）
- 路人超能100（女店員）
- 夏目友人帳 伍（多軌透）
- 無畏魔女（昆杜菈·拉爾）
- JoJo的奇妙冒險 不滅鑽石（川尻早人）

2017年
- 青之驅魔師 京都不淨王篇（霧隱修羅）
- 喵咪days（友子的母親）
- 戀愛暴君（アメイシャ）
- 末日時在做什麼？有沒有空？可以來拯救嗎？（黎拉·亞斯普萊）
- 夏目友人帳 陸（多軌透）
- 潔癖男子青山！（田村百合）
- 單蠢女孩（押枝淳子）
- 歡迎來到實力至上主義的教室（茶柱佐枝）[22]
- 悠久持有者：魔法老师！ 第2部（涅吉·史普林菲爾德）
- 結城友奈是勇者 -鷲尾須美之章-／-勇者之章-（安藝老師／大赦神官）

2018年
- 七大罪 戒律的復活（瑪托羅娜、佐爾）
- 三顆星彩色冒險（導覽的大姐姐）
- 女神異聞錄5 動畫版（P5A）（新島真）
- ISLAND（御原玖音）
- 春原莊的管理員小姐（春原彩花）
- Free!-Dive to the Future-（御子柴五十鈴）
- LORD of VERMILION 紅蓮之王（原吹晶[23]）
- 魔法禁書目錄Ⅲ（御坂美琴）
- 逆轉裁判 第二季（美柳千奈美）
- 梅露可物語 -無精打采的少年與瓶中少女-（埃雷歐諾璐）

2019年
- 笨拙之極的上野（西原）
- 笑容的代價（蕾拉·埃圖瓦勒）
- 流汗吧！健身少女（上原奈奈）
- 魔王陛下RETRY！（桐野悠[24]）
- 街角魔族（杏里的母親）
- 七大罪 眾神的逆鱗（瑪托羅娜、佐爾）

2020年
- 怕痛的我，把防禦力點滿就對了（蜜伊[25]）
- 科學超電磁砲T（御坂美琴[26]）
- 聆聽者（斯韋爾·列克[27]）
- 魔女之旅（愛荷米雅）
- 強襲魔女 通往柏林之路（昆杜菈·拉爾）

2021年
- 悠悠哉哉少女日和 Nonstop（加賀山楓）
- 世界魔女出動！（昆杜菈·拉爾）
- 七大罪 憤怒的審判（瑪托羅娜）
- 美少年偵探團（永久井古和子）
- 陰晴不定的體操哥哥（邊雨育子）
- 結城友奈是勇者-大滿開之章-（大赦神官／安藝老師）
- 國王排名（希琳）

2022年
- 魯邦三世 PART6（米蓮）
- 平凡職業造就世界最強 2nd season（諾因）
- 鬼滅之刃 遊郭篇（產屋敷天音）
- 超異域公主連結 Re:Dive Season 2（流夏[28]）
- 小鳥之翼（實園遙香[29]）
- 派對咖孔明（近藤的秘書）
- 歡迎來到實力至上主義的教室 2nd season（茶柱佐枝[30]）
- 秋葉原冥途戰爭（萬年嵐子[31]）
- BLEACH 千年血戰篇（修多羅千手丸）

2023年
- 怕痛的我，把防禦力點滿就對了2（蜜伊[32]）
- 最強陰陽師的異世界轉生記（莉潔[33]）
- 英雄傳說 閃之軌跡 北方戰役（莉夏·毛）
- 鬼滅之刃 刀匠村篇（產屋敷天音）
- 國王排名 勇氣的寶箱（希琳[34]）
- 藍色管弦樂（春的母親）
- 隊長小翼Season2 青少年篇（大川學）
- 東京復仇者 天竺篇（黑川加蓮）

2024年
- 歡迎來到實力至上主義的教室 3nd season（茶柱佐枝）
- 青之驅魔師 島根啟明結社篇（霧隱修羅[35]）
- 秒殺外掛太強了，異世界的傢伙們根本就不是對手。（賢者玲音[36]、莉茲莉）
- 戰國妖狐（冰岩〈冰乃〉）
- SCIENCE SARU×MBS 原創短篇動畫大作戰！（旁白[37]）
- 百千家的妖怪王子（緋鞠的母親）
- 鬼滅之刃 柱訓練篇（產屋敷天音）
- 夜櫻家大作戰（白蛇[38]／白井雪）
- 烏鴉不擇主（初音）
- 青之驅魔師 雪之盡頭篇（霧隱修羅[39]）
- 夏目友人帳 漆（多軌透[40]）

2025年
- 青之驅魔師 終夜篇（霧隱修羅）
- 魔域英雄傳說（莎倫）
- 真・武士傳YAIBA（峰靜香）
- 光之美少女偶像與你（黑暗伊內）
- 中禪寺老師妖怪講義錄 解謎就交給老師。（杉本老師）
- 直至魔女消逝（梅格的母親）
- Silent Witch 沉默魔女的祕密（蘿莎莉·米萊）
- 徹夜之歌 Season2（星見菊[41]）

時期未定
- 科學超電磁砲 第4期（御坂美琴[42]）

### OVA
- 屍體派對（中嶋直美）
- 大魔法峠（田中蒲妮惠）
- 机动战士GUNDAM SEED C.E.73 STARGAZER（穆笛‧霍科洛芙特）
- 網球王子 Original Video Animation 全国大会篇（千歳ミユキ）
- 瑪莉亞的凝望 OVA（武嶋蔦子）
- BALDR FORCE EXE RESOLUTION（笹桐月菜）
- ToHeart2 OVA（草壁優季）
- 旋風管家 炎炎夏日泳裝篇！（牧村志織）
- 魔法老師 春・夏（涅吉·史普林菲爾德）
- 魔法老師〜白色羽翼 ALA ALBA〜（涅吉·史普林菲爾德）
- 魔法老師〜另一個世界〜（涅吉·史普林菲爾德）
- 南家三姊妹 甜品別腹（南春香）
- 科學超電磁砲 OVA（御坂美琴）
- 暗殺教室（神崎有希子）

2016年
- 悠悠哉哉少女日和 Repeat（加賀山楓）※原作第10卷附贈OAD特裝版

2017年
- Eschachron（齊藤栞）

2018年
- 悠久持有者 OVA2（涅吉·史普林菲尔德）

### 動畫電影
2008年
- 劇場版 天元突破 紅蓮螺巖（奇揚）
- 劇場版 棒球大聯盟 友情的一球(ウィニングショット)（須藤直政）
- HELLS ANGELS（ギリエラ）

2011年
- 剧场版 魔法老师！ ANIME FINAL（涅吉·史普林菲尔德）

2013年
- 劇場版 魔法禁書目錄 -安迪米昂的奇蹟-（御坂美琴）

2014年
- 猛烈宇宙海賊 ABYSS OF HYPERSPACE -超空間的深淵-（傑妮·德里特爾）

2017年
- 結城友奈是勇者 -鷲尾須美之章-（安藝老師[43]）

2018年
- 於離別早晨飾上約定之花（米德）

2019年
- 剧场版 阿松（高桥）

2020年
- 鬼滅之刃劇場版 無限列車篇（產屋敷天音）
- 紫羅蘭永恆花園電影版（路卡）

2021年
- 劇場版美少女戰士Eternal（火野麗／水手火星）

2023年
- 劇場版美少女戰士Cosmos（火野麗／水手火星）

### 網路動畫
2006年
- 機動戰士鋼彈 SEED C.E.73 STARGAZER（穆笛·霍科洛芙特）
- 幕末機關說（遊山赫乃丈）

2007年
- 手機少女（山田綾乃）

2008年
- 夏娃的時間（凪）

2013年
- 黑塔利亞 The Beautiful World（主人公的妻子）

2014年
- 美少女戰士Crystal（火野麗／水手火星）

2016年
- planetarian 星之夢
- 女友伴身邊（♪）（櫻井明音）

2020年
- 碳變：義體置換（吉娜（萊莉·川原））

2022年
- 超级七龙珠群雄（维德洛）

2023年
- 陰陽師（蘆屋道滿[44]）

### 遊戲
- 碧藍幻想（艾潔兒、涅吉·史普林菲爾德）
- 靈魂潮汐(星見亞砂)
- 英雄傳說 軌跡系列（莉夏·毛）
  - [PSP]英雄傳說 零之軌跡
  - [PSP]英雄傳說 碧之軌跡
  - [PS VITA] 英雄傳說 零之軌跡 Evolution
  - [PS VITA] 英雄傳說 碧之軌跡 Evolution
  - [PS3、PS VITA] 英雄傳說 閃之軌跡II
- 問答魔法學院系列（優&皐月（ユウ&サツキ））※《問答魔法學院Ⅲ》登場。
- 極上生徒會（伊丹由紀美）
- 召喚夜響曲4（莉維兒）
- Xenosaga Episode III: Also sprach Zarathustra（マイ・メイガス）
- ToHeart2（草壁優季）
- ToHeart2 PORTABLE（草壁優季）
- 真實之淚 true tears（雪代桂）
- 手機少女（山田綾乃）
- 美少女夢工場5（女兒）
- 聖誕之吻（棚町薰）
- BAMBOO BLADE（東聰莉）
- 瑪那鍊金術～學園鍊金術士們～（メルヒス・ロイティエール）
- 瑪那鍊金術2～沒落學園與鍊金術士們～（リリアーヌ・ヴェーレンドルフ）
- 蘿洛娜的工作室～阿蘭德的鍊金術士～（艾絲緹）
- 魔法老師系列（涅吉·史普林菲爾德）
- 12RIVEN -the Ψcliminal of integral-（マイナ）
- 幻想水滸傳V（ネリス、マリノ、ムルーン、ルセリナ・バロウズ）
- 幻想水滸傳ティアクライス（ニムニ）
- 電擊學園RPG：女神的十字架（御坂美琴）
- 乃木坂春香的秘密 開始了，角色扮演♥ （天宮椎菜）
- 光速大冒險PIPOPA（秋川勇太）
- 暗夜魔法使 The VIDEO GAME 〜Denial of the World〜（赤羽紅羽）
- 心靈傳奇（ドナ・メテオライト）
- 緋夜傳奇（薇爾貝特・克拉弗）
- Trouble Twins -MY SWEET BROTHERS-（來須潤）（PC）
- SD鋼彈 GGENERATION WARS（ミューディー・ホルクロフト）
- 銀河天使II 無限迴廊的鑰匙（ココ・ナッツミルク）
- 銀河天使II 永劫回歸的時刻（ココ・ナッツミルク）
- 星海遊俠2 Second Evolution（フィリア）
- Routes PE、Routes PORTABLE（梶原夕菜）
- PROJECT SYLPHEED（エレン・ベルシュタイン）
- White Princess 〜一途にイっても浮気してもOKなご都合主義学園恋愛アドベンチャー!!〜（新川透子）
- 風雨來記（時坂樹）※PS2版
- 碧城（小波）
- 弧光幻想曲（リューズ）
- 牧場物語未知大地（黑艾麗絲）
- L的季節2 invisible memories（純耶佳奈）
- OTOMEDIUS（空羽亞乃亞）
- あそびにいくヨ!〜ちきゅうぴんちのこんやくせんげん〜（フェイ）
- お掃除戦隊くりーんきーぱーH（棗薫子）
- XEdge（相羽命、リリア）
- 侍道3（おせい）
- SACRED BLAZE（ミルヒレーテ）
- 楚楚可憐超能少女組DS 第4のチルドレン（野分螢）
- 鐵道娘DS〜Terminal Memory〜（大月美奈）
- デモンブライド（三月原結エメリア、ラファエル、ガブリエル）
- NUGA-CEL!（レイア）
- michigan（ポーラ・オートン）
- White Album（如月小夜子） PS3 重制版
- 超次元战记 战机少女（貝露）
- 紅魔城伝説Ⅱ 妖幻の鎮魂歌 （博麗 霊夢）
- 次の犠牲者をオシラセシマス（皇木 薰）
- [PSP] 屍體派對 -血腥籠罩之恐懼再現（コープスパーティー ブラッドカバー リピーティッドフィアー Blood Covered ...Repeated Fear）（中嶋直美）
- [PSP] 屍體派對 - 暗影之書（コープスパーティー Book of Shadows）（中嶋直美）
- [PSP] 屍體派對 -  -THE ANTHOLOGY- 幸子的戀愛遊戲 Hysteric Birthday 2U（コープスパーティー -THE ANTHOLOGY- サチコの恋愛遊戯Hysteric Birthday 2U）（中嶋直美）
- [PSV] 屍體派對 - BLOOD DRIVE (コープスパーティー BLOOD DRIVE）（中嶋直美）
- [3DS] 屍體派對 - 血腥籠罩之恐懼再現（コープスパーティー ブラッドカバー リピーティッドフィアー Blood Covered ...Repeated Fear）（中嶋直美）
- 魔法禁书目录（御坂美琴）
- 擴散性百萬亞瑟王（技巧之場的亞瑟）
- （櫻井明音）
- 貓耳求生者！（鈴、仲莉杏、羽花）
- 白猫プロジェクト（人造人間 ミオ）
- 白猫プロジェクト（人造人間ver.2.0.15 ミオ）
- 白猫プロジェクト（人造人槍 結衣 優衣 唯 ユイ）
- 偶像大師 灰姑娘女孩（千川千尋）
- 女神異聞錄5（新島真）
  - 女神異聞錄5 皇家版（新島真）
- 女神異聞錄5 亂戰 魅影攻手（新島真）
- 电击文库 FIGHTING CLIMAX（御坂美琴）

2015年
- 女友伴身邊 共度暑假（櫻井明音）

2016年
- 鋼鐵少女（大和、齊柏林伯爵、皇家方舟）
- ISLAND（御原玖音）
- 少女前線（AK-47）

2017年
- 魔法禁书目录（手游）（御坂美琴）

2018年
- 碧藍航線（田納西、加利福尼亞）
- 審判之眼：死神的遺言（松岡七海）
- Negimate！ UQ HOLDER！ ～魔法老師！2～（涅吉·史普林菲爾德）
- 魔法电脑机战（御坂美琴）
- 超異域公主連結 Re:Dive（流夏）

2019年
- RELEASE THE SPYCE secret fragrance（刑部冴魅）
- 魔法禁書目錄 幻想収束（御坂美琴、技巧之場的亞瑟）
- Fate/Grand Order（章西女王）
- 非人學院（百目）
- 明日方舟（斯卡蒂、火神）
- Dusk Diver 酉閃町（陽語默）
- 寶可夢大師（風露[45]）
- 任天堂明星大亂鬥 特別版（新島真）

2020年
- BLEACH: Brave Souls（修多羅千手丸）
- 閃耀幻想曲（町子涼）
- 命運的法則：無限交錯（冥）
- 新楓之谷（阿戴爾）
- 原神（优菈）

2021年
- 明日方舟（浊心斯卡蒂）
- 魔物獵人 崛起（火芽）

2022年
- 超级七龙珠群雄（维德洛）
- 為美好的世界獻上祝福！Fantastic Days（御坂美琴）
- 魔法科高中的劣等生 Reloaded Memory（御坂美琴）
- Nikke:胜利女神（吉尔提）
- 守望傳說 (艾麗娜)

2023年
- 異度神劍3（A）
- 女神異聞錄5:夜幕魅影（新島真）
- 蔚藍檔案（近衛美奈、御坂美琴）

2024年
- 絕區零（凱撒·金）

2025年
- 辟邪除妖 Variants Daphne（莉瓦娜）

未知時期
- 二重螺旋（琳恩）

### 有聲漫畫
2023年
- 暗號學園的伊呂波（伊呂波坂伊呂波）

### 廣告
所有涅吉·史普林菲爾德的聲音。
- 講談社週刊少年Magazine 2005年6月度
- ドワンゴ アニメロミックス
- 週刊少年Magazine 魔法老師（2006年10月～）

### 外語節目配音

#### 電視劇
- CSI犯罪現場：邁阿密2（第6集）
- CSI犯罪現場 第三季（第16集）
- CSI犯罪現場 第四季（第18集）
- 惡作劇2吻（佐川好美）
- 流星花園（秋天）

#### 電視動畫
2009年
- チャギントン（ブルースター）

### 實写
- 魔法先生ネギま!麻帆良学園中等部2-A：一学期特典DVD 麻帆良学園中等部2-A：入学式
- 魔法先生ネギま!麻帆良学園中等部2-A：二学期特典DVD 麻帆良学園中等部2-A：一学期始業式
- 魔法先生ネギま!麻帆良学園中等部2-A：三学期特典DVD 麻帆良学園中等部2-A：二学期始業式

### 電台
- 佐藤利奈のあの空で逢えたら（音泉、アニメイトTV 2004年10月～2007年3月）
- ラジオどっとあい 佐藤利奈のキャッスルハッスル!（文化放送網路電台 2004年10月～12月）
- 麻帆良学園中等部2-A・ヒミツの放課後（インターネットラジオ 2005年8月～2006年1月）
- 佐藤利奈の峠のラジオ（TE-A room 2005年12月～）
- 麻帆良学園中等部2-A・ヒミツの放課後 Part2 1学期（インターネットラジオ 2006年3月～7月）
- 真名＆うっちぃの ギガンティック☆４Ｕ（インターネットラジオ 2007年1月23日～9月25日）

### CD
- 廣播劇CD 夏目友人帳（多軌透）
- 廣播劇CD 魔法禁書目錄（御坂美琴）
- 廣播劇CD 狂亂家族日記（亂崎月香）
- 廣播劇CD 南家三姊妹（南春香）
- 廣播劇CD 南家三姊妹〜再來一碗〜（南春香）
- 廣播劇CD 南家三姊妹 歡迎回家（南春香）
- 廣播劇CD 神的記事本 時髦詐欺師的末路 （相賀澤千繪美）
- 廣播劇CD 碧城「青城奇譚」（小波）
- 廣播劇CD 風之王國（劉朱瓔）
- 廣播劇CD 時限王子No.10（王之宮天）
- 廣播劇CD 替身伯爵系列（シルフレイア・ユリエル・コンフィールド）
- 廣播劇CD 血咒聖痕（ミネア、ハロルド・ウェイン）
- 廣播劇CD 海之彼方（御剣そよぎ）
- 廣播劇CD 純真奇蹟100%（木村彩乃）
- 廣播劇CD 惡黨美眉（島牧マキ）
- 廣播劇CD 傳說偵探團
- 廣播劇CD DOGS/BULLETS&CARNAGE（リリィ&イアン（少年期））
- 廣播劇CD S線上的黛娜（蒂溫·奧爾蓋爾）
- 廣播劇CD 千歲Get You!!（雛子ちゃん）
- 廣播劇CD H+P -ひめぱら-（レイシア）
- 廣播劇CD 狼と桃の蜂蜜漬け（クレア）
- ToHeart2 廣播劇CD（草壁優季）
- 屍體派對 廣播劇CD（中嶋直美）
- 斷章的格林 廣播劇CD―小人和鞋屋―（伊東紫）
- 楚楚可憐超能少女組 廣播劇CDEPS.1st（東野將）
- BAMBOO BLADE 廣播劇CD 紅盤 / 白盤（東聰莉）※白盤是收錄「NO LOSER」角色歌
- 虹色的王子殿下 廣播劇CD 第1卷（藤島春菜）
- beatmania IIDX spin-off drama ROOTS26S[suite] Vol.1（北見エリカ）
- 南家三姊妹 びより（南春香）
- 南家三姊妹 角色歌合輯（歌：南春香、2009年7月23日）
- 狂亂家族日記ED「あっぱれ変化じゃ。」（亂崎月香）
- 明日的與一! 角色歌 Vol.1 斑鳩伊吹
- 鉄道むすめ 角色歌 Vol.9 大月みーな
- 「旋風管家」角色歌CD（オルムズト・ナジャ）
- 楚楚可憐超能少女組 角色CD 8th session 柏木朧 starring 浅野真澄/ザ・ダブルフェイス starring 中尾衣里＆佐藤利奈
- 廣播劇&角色歌CD《魔法禁書目錄 檔案1》（歌：御坂美琴（佐藤利奈）、2009年3月25日發售）
- 暗夜魔法使系列
  - 暗夜魔法使 ファンブック 「パワー・オブ・ラブ」附屬CD 廣播劇「愚者的楽園」（赤羽紅羽）
  - 暗夜魔法使 ファンブック 「リーチ・フォー・ザ・スターズ」附屬CD 廣播劇「最終的數式」（赤羽紅羽）
  - 暗夜魔法使 ファンブック 「オペレーション・ケイオス」附屬CD 廣播劇「甦醒的朋友、來了」（赤羽紅羽）
  - 暗夜魔法使 ファンブック 「スターダスト・ティアーズ」附屬CD 廣播劇「新約・繼承星星的人～篝～」（赤羽紅羽）
- 魔法老師系列
  - 魔法老師 麻帆良學園中等部2-A：一學期（wish upon a star）
  - 魔法老師 麻帆良學園中等部2-A：二學期（まほらコーラス部 with 涅吉·史普林菲爾德 放課後ア☆ライブ）
  - 魔法老師 麻帆良學園中等部2-A：三學期（不是一個人）
  - 魔法老師 一時間目 這個小孩子老師是魔法使 主題歌（オシエテ恋のidiom）
  - 魔法老師 二時間目 戰鬥吧少女們!麻帆良大運動會SP!主題歌（魔法じかけは恋のライバル）（和神田朱未合唱）
  - 魔法老師 廣播劇CD Vol.1 - 3（涅吉·史普林菲爾德）
  - 1000%SPARKING!（《魔法老師》動畫版片題曲） ※B面收錄片尾曲『A-LY-YA!』
  - 廣播劇CD 魔法老師〜白色羽翼 ALA ALBA〜想要說出口的事情!（涅吉·史普林菲爾德）
- 瑪莉亞的凝望系列（武嶋蔦子、他） 
  - 集英社 廣播劇CD系列
  - DJCD 瑪莉亞的凝望"La Vierge Marie Vous Regarde" 1・3卷
  - DJCD 瑪莉亞的凝望〜Winter Special 2007〜
- 待たないで（「雪降る歌2〜恋する君の冬物語〜」 2007年11月30日）
- 廣播CD 佐藤利奈のあの空で逢えたら Vol.1・2

### LIVE・演唱會
- 魔法先生ネギま!大麻帆良祭（2005年12月10日、千葉・幕張展覽館）
- 俳協 45th ANNIVERSARY『Party Live!』（2006年2月11日・12日、東京・九段会館）
- ネギま！？Princess Festival（2007年3月3日、神奈川・PACIFICO橫濱會展中心）

### 其他
- 魔法老師 FUN DISC ～麻帆良祭～（涅吉·史普林菲爾德）
- インターネットTV あっ!と驚く放送局 ガンホーアワー内A3ナイツクラブ（主持人）
- レンジで楽チン（店頭CM）
- 2004年度声優Grand Prix5、9、10、11月号
- 魔法老師!15集限定版學生名簿&作者插品

## 外部連結
- 個人網誌－Rina Diary（日語）
- CHAMBERS RECORDS（页面存档备份，存于）（日語）
- 俳協 - 佐藤利奈（页面存档备份，存于）（日語）
- 佐藤利奈的X（前Twitter）